# Ульріх IV (граф Вюртембергу)
Ульріх IV (нім. Ulrich IV.; після 1315–1366) — 10-й граф Вюртембергу в 1344—1362 роках.

## Життєпис
Походив з Вюртемберзького дому. Другий син Ульріха III, графа Вюртембергу, та Софії Пфіртської. Народився після 1315 року. 1344 року після смерті батька разом зі старшим братом Ебергардом II став графом Вюртемберзьким. 1348 року разом з братом придбав замок Гайденгайм-ан-дер-Бренц. 1350 року одружився з Катериною фон Гельфенштайн-Візензайг, отримавши як посаг володіння біля Ульма.
Ульріх IV опинився у тіні брата, тому намагався домогтися від того розділу володінь. Втім 1361 року Ебергард II змусив Ульріха IV укласти угоду про неподільність родинних володінь. 1362 року Ульріха IV було змушено зректися графської влади. Після цього він мешкав у замку Гогеннойффен, де помер 1366 року.

## Родина
Дружина — Катерина фон Гельфенштайн-Візензайг
дітей не було